# Gimi
TV GIMI  byla jihočeská regionální televize, orientovaná především na okolí Českých Budějovic, a vysílající mezi lety 1996-2012.  
Působila nejen jako výrobce vlastního vysílání, ale i jako subdodavatel České televize, Prima TV, Nova a dalších televizí. Akciová společnost přešla v roce 2005 pod RTA, se kterou se po několika letech dostala do konkurzu. 
V roce 2010 došlo k prodeji společnosti, a stanice od 1. června 2012 vysílá pod názvem Jihočeská televize.

### Původní programové schéma
V původním programovém schématu vysílací časy pořadů závisely na dnu v týdnu. Hlavními pořady byly:
- Minuty metropole – hlavní zpravodajská relace
- Křížem krážem – Soutěžní hra je založena na sledování přenosu z jedoucího osobního automobilu. Televizní diváci mají uhádnout, kterou jihočeskou obcí vůz projíždí.
- Českoněmecký týdeník (Česko-Bavorský magazín) – Pořad vzniká v rámci projektu regionálních televizí "Čechy a Bavorsko všedního dne". Na projektu se vedle TV GIMI podílely R1 (redakce ZAK a Vřídlo), TV Oberfranken, Oberpfalz TV, TVA Regensburg, Donau TV a Tele Regional Passau.[6] Televize GIMI vysílala pouze českou jazykovou mutaci.
- Skóre – rozhovory s jihočeskými sportovci a trenéry
- Studio G – rozhovory
- Volejte radnici – dotazy občanů na zastupitele/úředníky v Českých Budějovicích
- Jihočeský maják – rozhovory s policisty, hasiči, záchranáři, horskou službou apod.
- STTV Týdeník – zprávy ze Strakonic
- JHTV Týdeník – zprávy z Jindřichova Hradce
- Denní zprávy, Medicína pod Černou věží, Jihočeský tulák, Kulturní tipy, Reklamní blok

Vysílání obsahovalo i aktuální vstupy (např. přímý přenos z jednání zastupitelstva Českých Budějovic).